# Kunstfabrik Schlot

Logo der Kunstfabrik Schlot

Die Kunstfabrik Schlot ist ein seit 1993 bestehender Jazzclub in Berlin-Mitte, der als zweiten Programmschwerpunkt Kabarett anbietet. Von Betreibern und Publikum wird der Club in aller  Regel kurz als „der“, gelegentlich auch „das Schlot“ bezeichnet. Ursprünglich als kleine Livebühne am westlichen Rand des damaligen Stadtbezirks Prenzlauer Berg gegründet, ist der Schlot nach seinem Umzug in neue Räumlichkeiten nahe dem Nordbahnhof einer der großen und überregional bedeutenden Veranstaltungsorte seiner Art in der deutschen Hauptstadt.

## Geschichte

### Alter Standort und Herkunft des Namens

Gastraum des „alten“ Schlots in der Kastanienallee, ca. 1998

Der „alte Schlot“ befand sich im Gebäude Kastanienallee 29. In den auf die Wende folgenden Jahren nach 1990 entstanden in diesem Teil des Prenzlauer Bergs – in Fortführung einer bereits aus DDR-Zeiten herrührenden Entwicklung – zahlreiche Lokale, Veranstaltungsorte und Projekte der alternativen Subkulturen. Die meisten dieser Bars und Bühnen operierten zumindest in ihren Anfangsjahren am Rande der Legalität und wurden von den zuständigen Behörden eher geduldet als begrüßt.
Der Schlot bildete hierin keine Ausnahme: Er wurde im März 1993 von Thorsten Hoffmann und Frank Delenschke gegründet, die zunächst mit einem Puppentheater-Programm im Hinterhof des Gebäudes eröffneten, kurze Zeit später kam dann der Jazz in Form einer regelmäßigen Jamsession dazu. Seinen Namen trägt der Club aufgrund eines Schornsteins, der nicht zu übersehen war, wenn man aus der Fensterfront über die benachbarten Dächer sah. Der eigentliche Gastraum des alten Schlots war mit einer Fläche von 65 m² vergleichsweise klein, was bei vielen Gelegenheiten zur Überfüllung des Lokals führte, aber zum „szenigen“ Flair und der stetig wachsenden Beliebtheit beim Publikum wesentlich beitrug.
Im Jahre 1996 übernahmen Stefan Berker und John Kunkeler den Schlot, da sich Delenschke und Hoffmann der Gründung eines anderen Clubs, der „Kalkscheune“, widmeten. Nachdem sich die Verwaltungsstrukturen im Ostteil der Hauptstadt etabliert hatten, wurden Berker und Kunkeler aufgefordert, sich eine andere Location zu suchen, da das Hinterhofdasein mit der damit verbundenen Lärmbelästigung der Mieter langfristig nicht geduldet werden könne. Zur Senkung des Lärmpegels, der durch Unterhaltungen der das Lokal verlassenden Gäste verursacht wurde, erhielt jeder Gast am Ausgang eine "Weiße Maus" (Haribo). Mit dem Auslaufen der Gaststättenkonzession wurde der alte Schlot Ende Juli 1999 geschlossen.

### Umzug nach Berlin-Mitte

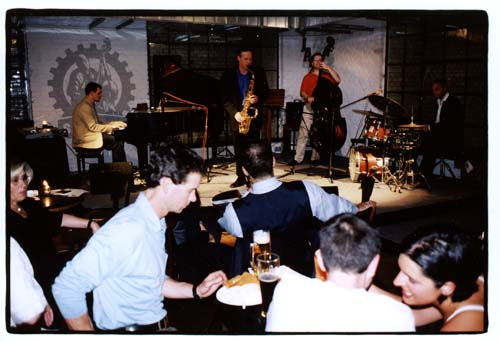
Bühne des „neuen“ Schlots an der Chausseestraße

Berker und Kunkeler fanden einen neuen Standort in einem zu dieser Zeit in Wiederaufbau befindlichen Gewerbehof im Bezirk Mitte, zwischen Chaussee-, Invaliden-, Eichendorff- und Schlegelstraße. Das Grundstück hatte im 19. Jahrhundert dem Borsig-Konzern gehört, und da hier die fabrikmäßige Herstellung von Glühlampen in Deutschland ihren Anfang genommen hatte, bezeichnet der heutige Eigentümer den Gebäudekomplex als die Edison-Höfe. Während der Renovierungsphase war der „neue Schlot“ für geraume Zeit der einzige Mieter in dem ambitionierten Bauprojekt. Inzwischen haben auch Institutionen wie die Humboldt-Universität oder das Brasilianische Kulturinstitut und Unternehmen wie Sony BMG in den Edison-Höfen Räumlichkeiten angemietet.
Der neue Schlot eröffnete am 5. April 2000 nach mehrmonatigen Bauarbeiten, die von den Betreibern in nicht geringem Umfang in Eigenregie geleistet wurden. Die bauliche Infrastruktur war zu diesem Zeitpunkt in den übrigen Edison-Höfen noch kaum gegeben. So wechselte beispielsweise die „Adresse“ des Clubs mehrfach, da die Kellerräume zeitweise nur über einen Zugang vom Grundstück Chausseestraße 18, später dann über verschiedene Grundstücke in der Schlegel- beziehungsweise Invalidenstraße erreichbar waren, was von Gästen und Künstlern in der Regel mit Verwirrung, Amüsement und gelegentlich auch Verärgerung kommentiert wurde.
Nichtsdestoweniger wurde die Neueröffnung des Clubs, der mit 165 m² Fläche allein des Gastraums erheblich größer ist als das Lokal in der Kastanienallee, von Publikum und Presse wohlwollend zur Kenntnis genommen. So kommentierte beispielsweise das Berliner Stadtmagazin tip bereits wenige Tage nach dem Neustart:

„Die Kunstfabrik Schlot, die zu den besten Clubs für Jazz und Cabaret in Berlin zählt, ist mehr als doppelt so geräumig - und somit tauglich für größere Acts - als der alte Standort in Prenzlauer Berg…,“

während der Kritiker des Tagesspiegels in der Ausgabe vom 10. April 2000 vor allem auf die Kontinuität im Selbstverständnis und der künstlerischen Linie des Clubs abhebt: 

„Der Schlot raucht wieder… Das Ambiente, jazzig-erdig, pfeift auf modische Zugeständnisse. Der Spielplan zeigt das vertraute Schema…“

## Jazz
Hatte der Schlot am alten Standort in Prenzlauer Berg vorwiegend der jungen Berliner Jazzszene als Plattform gedient, so wurde der neue Club schnell auch für überregional und international aktive Musiker zum beliebten Auftrittsort. Der bedeutend größere Zuschauerraum und insbesondere die vergleichsweise geräumige Bühne haben den „neuen Schlot“ daneben auch zu einem der bevorzugten Treffpunkte der lebendigen Big-Band-Kultur der Metropole werden lassen.
Im Jazzprogramm des Clubs finden sich daher heute neben aufstrebenden „Newcomern“ aus ganz Europa die meisten etablierten Namen der hauptstädtischen Szene und die Bands und Projekte improvisierender Musiker zahlreicher Stilistiken. Als Namen seien beispielhaft David Liebman, Claudio Roditi, Barbara Dennerlein, Allan Praskin, Jiggs Whigham, Peter Herbolzheimer, Joe Haider, David Friesen, Uwe Kropinski, Billy Bang und die Gruppe NuBox um Alois Kott genannt.
Die Jazzszenen verschiedener europäischer Länder wurden und werden im Club in mehr oder weniger regelmäßigen Konzertreihen vorgestellt. Neben den Niederlanden und Italien ist hier besonders Tschechien zu erwähnen. In Zusammenarbeit mit dem Kulturinstitut der Tschechischen Republik präsentiert der Schlot seit Jahren mindestens einmal im Monat eine Band aus dem Nachbarland. Der Berliner Ableger des Copenhagen Jazz Festivals hat in ähnlicher Weise im Schlot eine seiner festen Bühnen.
Eine weitere lockere Kooperation pflegt der Club mit Deutschlandradio Kultur; der Hörfunksender schneidet mehrmals im Jahr Konzerte live mit, die dann – in der Regel zeitversetzt – ausschnittsweise in ganz Deutschland ausgestrahlt werden.
Durch die enge persönliche Verbindung des Schlots mit dem Berlin-Marathon – beide Betreiber sind passionierte Läufer, und insbesondere John Kunkeler ist über den SC Charlottenburg mit vielen organisatorischen Details des Laufs befasst – rekrutiert sich ein Großteil der Bands, die alljährlich entlang der Laufstrecke zu hören sind, aus dem Musikprogramm des Clubs.

## Kabarett

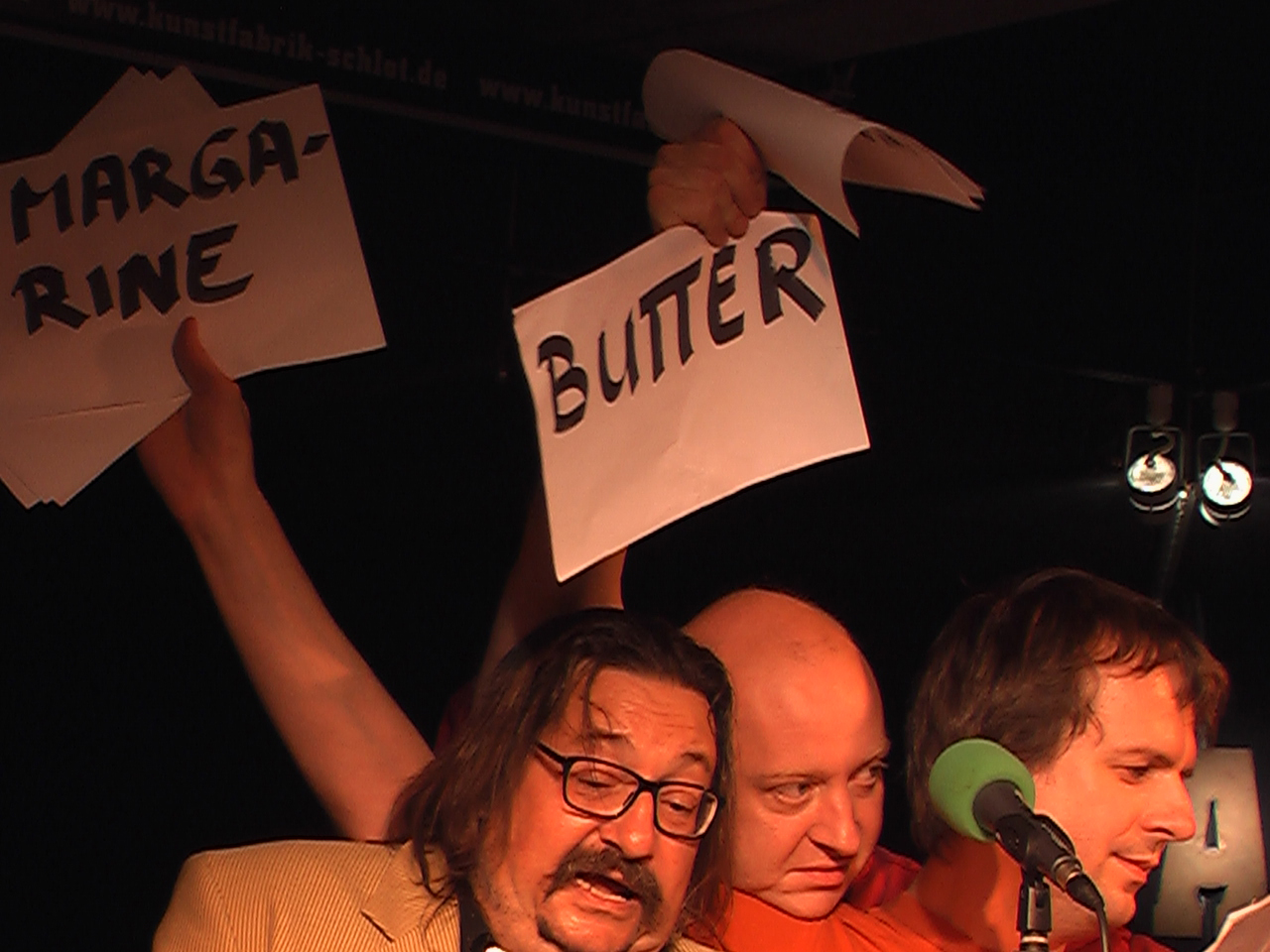
Mittwochsfazit im Schlot

Ähnlich wie im Jazzbereich hat der Schlot auch vielen Kabarettisten, die mittlerweile über die Grenzen Berlins hinaus bekannt geworden sind, über teils bemerkenswert lange Zeiträume eine feste Spielstätte geboten. Die Gruppe Mittwochsfazit (mit Manfred Maurenbrecher, Horst Evers und Bov Bjerg) trägt ihren Namen schlicht nach dem wöchentlichen Termin, den das Trio jahrelang fest im Programm des Clubs hatte.
Die Nachfolge des Mittwochsfazits trat Ende 2004 die Lesebühne Der Frühschoppen an, die seitdem allsonntäglich und mit monatlich wechselndem Programm in ähnlicher Weise wie das Vorgängerensemble zum Publikumsmagneten geworden ist.
Die Improvisationstheater-Gruppe Gorillas gastiert ebenfalls seit Jahren allwöchentlich auf der Schlot-Bühne und verbindet, eben durch das Element der Improvisation, die beiden künstlerischen Schwerpunkte des Clubs.